# Хоффенхайм (футбольный клуб)
«Хо́ффенхайм» (нем. TSG 1899 Hoffenheim) — немецкий профессиональный футбольный клуб, основанный в 1899 году и представляющий бывшую деревню Хоффенхайм (население 3000 человек), которая ныне является районом города Зинсхайм, земля Баден-Вюртемберг. С сезона 2008/09 клуб играет в Бундеслиге.

## История
Футбольный клуб «Хоффенхайм 1899» основан 1 июля 1899 года как спортивное общество, объединявшее несколько видов спорта: гимнастика, волейбол, борьба и другие. Футбол также был представлен в данном обществе, но долгое время не был на ведущих ролях. Футбольная команда на протяжении целого столетия выступала в низших любительских лигах.
До 1989 года играл в Бециркслиге (Bezirksliga, седьмой дивизион в тогдашнем немецком футболе). В сезоне 1988/89 занял последнее место в седьмом дивизионе и вылетел в Kreisklasse A.
После вылета в низшую лигу, миллиардер Дитмар Хопп, сам в юности игравший за «Хоффенхайм», начал спонсировать клуб. Поначалу он выделил 10 000 немецких марок на новые мячи и тренировочное оборудование. В сезоне 1989/90 клуб выиграл турнир Крайсклассе и вернулся в Бециркслигу, в которой на следующий сезон также занял первое место. В 1990—1996 годах «Хоффенхайм» играл в Ландеслиге (Landesliga, 6-й дивизион), в 1996 году клубу удалось выиграть и эту лигу, перейдя в Фербандслигу. В 2000 году «Хоффенхайм» выиграл Фербандслигу, перешёл в Оберлигу, где в первом же сезоне занял первое место.
За два сезона, с 1999 по 2001 год, клуб поднялся из районной лиги в региональную лигу (аналог второго дивизиона). Таким образом, в сезоне 2001/02 клуб добрался до третьего дивизиона — Регионаллиги, впереди которой в Германии находятся только обе Бундеслиги. В сезоне 2001/02 клуб занял 13-е место в Регионаллиге, в сезонах 2002/03 и 2003/04 — пятое, в 2004/05 — седьмое, в 2005/06 — четвёртое.
В сезоне 2002/03 «Хоффенхайм» впервые успешно квалифицировался в Кубок Германии. Победив «Гройтер Фюрт» в 1/32 финала (4:1), они были остановлены Кёльном в 1/16 (1:5).
2003/04 был сезоном, в котором о деревенском клубе под меценатством миллиардера узнала вся Германия: в Кубке Германии «Хоффенхайм» обыграл «Айнтрахт» Трир (4:3), «Карлсруэ» (4:0), леверкузенский «Байер» (3:2 — первый официальный матч хоффенхаймцев против представителя Бундеслиги) и добрался до четвертьфинала, в котором уступил «Любеку» (0:1).
В сезоне 2006/07, совершив мощный рывок во втором круге чемпионата, «Хоффенхайм» занял второе место в Регионаллиге и перешёл во Вторую Бундеслигу. Выход в лигу выше привёл к тому, что клубу понадобился новый стадион (старый «Стадион имени Дитмара Хоппа» был рассчитан на 6000 зрителей). Первую половину сезона 2008/09 клуб провёл на стадионе в Маннгейме. Со второй половины сезона 2008/09 «Хоффенхайм» играл на новом стадионе «Райн-Неккар-Арена» в Зинсхайме, рассчитанном на 30 000 зрителей.
Сезон 2007/08 прошёл для «Хоффенхайма» очень удачно: второе место во Второй Бундеслиге и переход в высший дивизион немецкого футбола; четвертьфинал в Кубке Германии. В этом сезоне был установлен рекорд Второй Бундеслиги по сумме за трансфер футболиста: Карлос Эдуардо был куплен за 8 миллионов евро. Всего сумма, вложенная Хоппом в клуб с 1989 года, оценивается в 150—200 миллионов евро.
В Бундеслиге 2008/09 команда с 7-го по 21-й тур занимала первые два места в турнирной таблице, сенсационно стала «Осенним чемпионом», набрав 35 очков, нападающий босниец Ведад Ибишевич возглавлял список бомбардиров чемпионата. Но после зимних каникул у команды начался спад из-за травм игроков, в первую очередь выбывшего до конца чемпионата Ибишевича. В итоге в свой дебютный сезон «Хоффенхайм» занял 7-е место с 55 очками.
В чемпионате 2012/13 команда заняла 16-е место, и только в стыковых матчах против «Кайзерслаутерна» сумела сохранить прописку в Бундеслиге на следующий сезон. В 2013/14 годах клуб занял место в середине таблицы (9-е), немного улучшив результат в сезоне 2014/15 — 8-е.
В сезоне 2016/17 команда заняла 4-е место с 62 очками (16 побед, 14 ничьих, 4 поражения), не проиграв ни одного матча на домашнем стадионе. Этот успех впервые обеспечил клубу выход в раунд плей-офф Лиги чемпионов УЕФА 2017/18, в котором он уступил «Ливерпулю», отправившись в группу C Лиги Европы, где занял последнее место. В следующем чемпионате страны «Хоффенхайм» выступил хуже (55 очков, 9 поражений), но занял своё высшее место, 3-е, и напрямую квалифицировался в групповой этап Лиги чемпионов 2018/19. По результатам жеребьёвки попал в группу «F» с английским «Манчестер Сити», французским «Лионом» и украинским «Шахтёром». Трижды сыграв вничью и потерпев 3 поражения, «Хоффенхайм» занял там последнее место. После этого сезона главным тренером стал Алфред Схрёдер, работавший ассистентом Юлиана Нагельсмана, который покинул клуб. Под его руководством команда заняла 6-е место в Бундеслиге, попав в Лигу Европы, где уже при Себастьяне Хёнессе дошла до 1/16 финала.

## Достижения
- Чемпионат Германии
  - Бронзовый призёр: 2017/18
- Вторая Бундеслига
  - Вице-чемпион: 2007/08

## Стадион
Вторую часть сезона 2008/09 «Хоффенхайм» играл на новом стадионе «Райн-Неккар-Арена». Владельцу клуба постройка арены обошлась в 60 миллионов евро.
Вмещает стадион 30 150 зрителей, из них 9150 — стоячие места. На международные матчи стоячие места могут быть переоборудованы в сидячие, из-за чего вместимость стадиона уменьшается до 25 641 места.

## Основной состав
| 1  | Флаг Германии  | Вр  | Оливер Бауман (капитан) | 1990 |  |  |  |  |  |
| 36 | Флаг Исландии  | Вр  | Лукас Петерссон         | 2004 |  |  |  |  |  |
| 37 | Флаг Германии  | Вр  | Лука Филипп             | 2000 |  |  |  |  |  |
|    |                |     |                         |      |  |  |  |  |  |
| 2  | Флаг Чехии     | Защ | Робин Гранач            | 2000 |  |  |  |  |  |
| 4  | Флаг Германии  | Защ | Тим Дрекслер            | 2005 |  |  |  |  |  |
| 5  | Флаг Турции    | Защ | Озан Кабак              | 2000 |  |  |  |  |  |
| 13 | Флаг Бразилии  | Защ | Бернардо                | 1995 |  |  |  |  |  |
| 15 | Флаг Франции   | Защ | Валантен Жандре         | 2000 |  |  |  |  |  |
| 22 | Флаг Австрии   | Защ | Александер Прасс        | 2001 |  |  |  |  |  |
| 25 | Флаг Нигерии   | Защ | Кевин Акпогума          | 1995 |  |  |  |  |  |
| 28 | Флаг Японии    | Защ | Коки Матида             | 1997 |  |  |  |  |  |
| 34 | Флаг Чехии     | Защ | Владимир Цоуфал         | 1992 |  |  |  |  |  |
| 35 | Флаг Бразилии  | Защ | Артур Шавес             | 2001 |  |  |  |  |  |
|    |                |     |                         |      |  |  |  |  |  |
| 6  | Флаг Германии  | ПЗ  | Гриша Прёмель           | 1995 |  |  |  |  |  |
| 7  | Флаг Швейцарии | ПЗ  | Леон Авдуллаху          | 2004 |  |  |  |  |  |
| 8  | Флаг Германии  | ПЗ  | Деннис Гайгер           | 1998 |  |  |  |  |  |

| 10 | Флаг Германии          | ПЗ  | Мухаммед Дамар  | 2004 |  |  |  |  |  |
| 17 | Флаг Германии          | ПЗ  | Умут Тохумджу   | 2004 |  |  |  |  |  |
| 18 | Флаг Нидерландов       | ПЗ  | Ваутер Бюргер   | 2001 |  |  |  |  |  |
| 20 | Флаг Германии          | ПЗ  | Финн Оле Беккер | 2000 |  |  |  |  |  |
| 31 | Флаг Австрии           | ПЗ  | Флориан Гриллич | 1995 |  |  |  |  |  |
| 40 | Флаг Германии          | ПЗ  | Хеннес Беренс   | 2005 |  |  |  |  |  |
|    |                        |     |                 |      |  |  |  |  |  |
| 9  | Флаг Того              | Нап | Ила Бебу        | 1994 |  |  |  |  |  |
| 11 | Флаг Республики Косово | Нап | Фисник Асллани  | 2002 |  |  |  |  |  |
| 14 | Флаг Нигерии           | Нап | Гифт Орбан      | 2002 |  |  |  |  |  |
| 19 | Флаг Германии          | Нап | Тим Лемперле    | 2002 |  |  |  |  |  |
| 23 | Флаг Чехии             | Нап | Адам Гложек     | 2002 |  |  |  |  |  |
| 24 | Флаг Франции           | Нап | Давид Моква     | 2004 |  |  |  |  |  |
| 27 | Флаг Хорватии          | Нап | Андрей Крамарич | 1991 |  |  |  |  |  |
| 29 | Флаг Кот-д’Ивуара      | Нап | Базумана Туре   | 2006 |  |  |  |  |  |
| 32 | Флаг Германии          | Нап | Мергим Бериша   | 1998 |  |  |  |  |  |
| 33 | Флаг Германии          | Нап | Макс Мёрштедт   | 2006 |  |  |  |  |  |

### Игроки в аренде
| \| № \| \| Поз. \| Имя \| Год рождения \| \| -- \| \| ---- \| ------------------------------------------------------------ \| ------------ \| \| 26 \| \| Нап \| Харис Табакович (в «Боруссии» Мёнхенгладбах до 30 июня 2026) \| 1994 \| \| 28 \| \| ПЗ \| Флориан Михелер (в «Арминии» Билефельд до 30 июня 2026) \| 2005 \| \| 31 \| \| ПЗ \| Бамбасе Конте (в «Эльферсберге» до 30 июня 2026) \| 2003 \| \| 34 \| \| Защ \| Стэнли Нсоки (в «Унионе» Берлин до 30 июня 2026) \| 1999 \| \| 36 \| \| Вр \| Науэль Нолль (в «Ганновере 96» до 30 июня 2026) \| 2003 \| \| 41 \| \| Защ \| Аттила Салаи (в «Касымпаше» до 30 июня 2026) \| 1998 \| \| 53 \| \| Нап \| Эренджан Ярдымджи (в «Айнтрахте» Брауншвейг до 30 июня 2026) \| 2002 \| |                           |      |                                                              |              |
| № |                           | Поз. | Имя                                                          | Год рождения |
| 26 | Флаг Боснии и Герцеговины | Нап  | Харис Табакович (в «Боруссии» Мёнхенгладбах до 30 июня 2026) | 1994         |
| 28 | Флаг Австрии              | ПЗ   | Флориан Михелер (в «Арминии» Билефельд до 30 июня 2026)      | 2005         |
| 31 | Флаг Германии             | ПЗ   | Бамбасе Конте (в «Эльферсберге» до 30 июня 2026)             | 2003         |
| 34 | Флаг Франции              | Защ  | Стэнли Нсоки (в «Унионе» Берлин до 30 июня 2026)             | 1999         |
| 36 | Флаг Германии             | Вр   | Науэль Нолль (в «Ганновере 96» до 30 июня 2026)              | 2003         |
| 41 | Флаг Венгрии              | Защ  | Аттила Салаи (в «Касымпаше» до 30 июня 2026)                 | 1998         |
| 53 | Флаг Турции               | Нап  | Эренджан Ярдымджи (в «Айнтрахте» Брауншвейг до 30 июня 2026) | 2002         |

## Тренерский штаб
| Должность               | Специалист      |
| ----------------------- | --------------- |
| Главный тренер          | Кристиан Ильцер |
| Ассистент тренера       | Доминик Дойчль  |
| Ассистент тренера       | Уве Хёльцль     |
| Ассистент тренера       | Мориц Фольц     |
| Тренер по физподготовке | Филипп Лусси    |
| Тренер по физподготовке | Мартин Зайлер   |
| Тренер вратарей         | Марьян Петкович |